# Roland W. Schmitt
Roland Walter Schmitt (* 24. Juli 1923 in Seguin, Texas; † 31. März 2017 in Scotia, New York) war ein US-amerikanischer Physiker und Forschungsmanager.

## Leben
Schmitt studierte Physik an der University of Texas mit dem Bachelor-Abschluss in Physik und Mathematik 1947 und dem Master-Abschluss in Physik 1948. 1951 wurde er an der Rice University in Physik promoviert. Danach ging er zu General Electric, wo er 1978 bis 1986 das Forschungszentrum in Schenectady leitete (eines der größten industriellen Forschungszentren der Vereinigten Staaten) und 1988 in den Ruhestand ging. 1982 wurde er Senior Vice President von GE.
1988 bis 1993 war er Präsident des Rensselaer Polytechnic Institute. Er war 1982 bis 1994 im National Science Board und 1984 bis 1988 dessen Präsident. Außerdem war er ab 2000 Vorstand des Leitungsrats des New York State Office of Science, Technology and Academic Research.
Ab 1978 war er Mitglied der National Academy of Engineering, deren Arthur M. Bueche Award er 1995 erhielt. Er war Fellow der IEEE, deren IEEE Ernst Weber Managerial Leadership Recognition er 1989 erhielt und deren IEEE Founders Medal 1992. Er erhielt 1988 den Maurice Holland Award und 1989 die IRI Medal. Er war Fellow der American Association for the Advancement of Science, der American Physical Society und der American Academy of Arts and Sciences.